# 小行星6405
小行星6405（英語：6405 Komiyama）是一颗围绕太阳公转的小行星。1992年4月30日，串田嘉男、村松修在八之岳发现了此天体。
这颗小行星的绝对星等为130.5543461566944等。